# Atelomycterus fasciatus
Atelomycterus fasciatus är en hajart som beskrevs av Compagno och Stevens 1993. Atelomycterus fasciatus ingår i släktet Atelomycterus och familjen rödhajar. IUCN kategoriserar arten globalt som livskraftig. Inga underarter finns listade.

## Bildgalleri

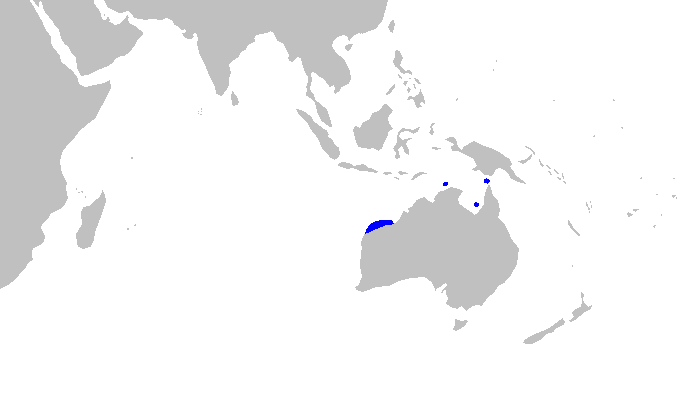